# Saipan Channel
Saipan Channel är ett sund i Nordmarianerna (USA). Det ligger i den södra delen av Nordmarianerna och skiljer ön Saipan från Tinian Island.